# Vanna Bardot
Vanessa Bardot, alias « Vanna Bardot », née le 3 février 1999 à Denver, dans le Colorado, est une actrice pornographique américaine. Elle a commencé sa carrière en 2018 à l’âge de 19 ans. Elle a remporté, au cours de sa carrière, quatre prix d’Interprète Féminine de l’Année, la plus haute distinction de l’industrie.

## Biographie

### Enfance
Issue d’une famille aux origines franco-cubaines, elle a grandi dans un environnement multiculturel où les traditions latines et européennes coexistaient harmonieusement. Son père, d'origine française, et sa mère, d'origine cubaine, tous deux chefs de cuisine, lui ont transmis des valeurs d'indépendance et de résilience qui ont façonné son caractère dès son plus jeune âge. Durant son enfance, Vanessa montre déjà un esprit curieux et une nature artistique. Elle se passionne pour le dessin, notamment des portraits, ainsi que pour la danse classique, qu'elle pratique à l'école après les cours. 
À la maison, elle est souvent entourée par les sonorités de la musique cubaine et les récits de voyages européens de son père, ce qui, selon elle, a nourri son imagination et son ouverture d’esprit,. Elle pratique également le ballet, le foxtrot, la valse, le tango, la rumba, le cha-cha, la salsa, la bachata, le merengue et la samba de ses 11 à 16 ans, étant même inscrite dans une école de danse. Ayant atteint un niveau national, elle arrive en finale dans de nombreuses compétitions professionnelles.

### Vie avant le porno
À l'âge de 15 ans, elle a commencé à travailler dans un salon de coiffure local pour contribuer aux finances familiales et acquérir une première expérience professionnelle. En 2017, l’année de ses 18 ans, après avoir obtenu son diplôme de lycée, elle décide d’arrêter la coiffure et commence à travailler au PT’s Centerfold Gentlemen’s Club de Denver comme strip-teaseuse avec son amie Rosie Jones, alias Jade Baker, qui était déjà dans ce milieu et qui l’initia à cette discipline. Peu de temps après, elle part s’installer à Miami, où elle travaille toujours comme strip-teaseuse au Scarlett’s Cabaret. C’est à ce même moment qu’elle s’essaie également au webcaming via la plateforme MyFreeCams.
Quelques mois plus tard, elle fait une longue pause pour aller rendre visite à son père en Écosse. Elle retourne finalement neuf mois plus tard à Denver, où elle approfondit son implication dans les milieux de la danse dans des clubs de strip-tease et du webcaming, toujours accompagnée de son amie Rosie Jones. Ces expériences lui ont permis de découvrir son aisance devant la caméra et son attrait pour la performance. Peu après, elle a décidé de se lancer dans une carrière dans l'industrie du cinéma pour adultes, convaincue qu'elle pourrait y exprimer sa créativité et développer son potentiel.

## Carrière
Vanna Bardot a démarré sa carrière dans l'industrie adulte en 2018, à l'âge de 19 ans, un an après avoir décidé de se lancer dans le travail sexuel. Après avoir trouvé un agent, Vanna se rend à Los Angeles, où elle se sent immédiatement à l'aise, bien qu'elle soit nerveuse à l'idée de travailler devant la caméra. Ses premières scènes, produites par des studios comme Reality Kings et Evil Angel, lui ont permis de se faire un nom dans un milieu compétitif. Dès ses débuts, elle se distingue par sa capacité à équilibrer sensualité et authenticité, ce qui a immédiatement séduit les réalisateurs et les fans.
C’est durant cette période que Vanna a adopté son pseudonyme, inspiré à la fois par l'icône française Brigitte Bardot et par son désir de se forger une identité glamour et intemporelle. Ce choix reflétait également son ambition de devenir une figure marquante de l’industrie. Cette même année, elle fait également ses débuts pour Girlfriends Films, un studio spécialisé dans la pornographie lesbienne, où elle apparaît dans les séries phares du studio, comme Women Seeking Women et Mother Daughter Exchange,.

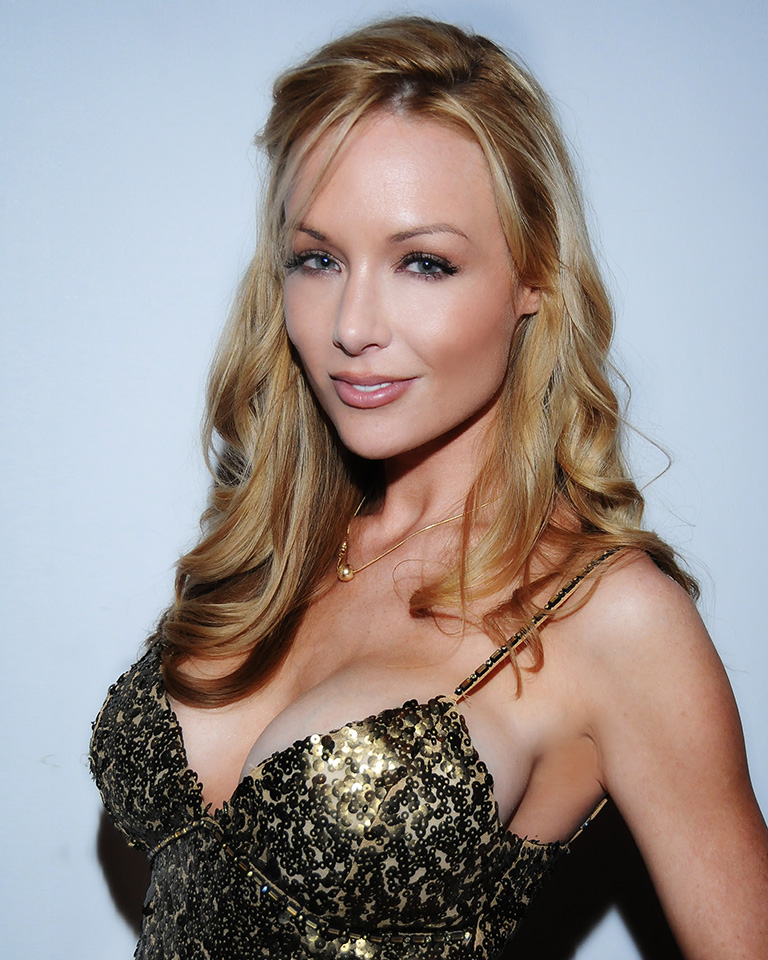
Kayden Kross, sa réalisatrice principale à Vixen.

En 2019, Vanna Bardot rejoint l’agence ATMLA. Elle fait notamment ses débuts avec le groupe Vixen Media Group (VMG), pour Deeper, une marque du groupe, sous la direction de la réalisatrice multi-récompensée Kayden Kross,.
À partir de 2020, la carrière de Vanna Bardot prend une tournure significative. En effet, elle commence à collaborer avec des studios de renom tels que Brazzers et Digital Playground, qui ont mis en lumière son talent et son charisme à l’écran. Ses performances lui ont valu plusieurs nominations dans les cérémonies de récompenses principales de l'industrie, notamment les AVN Awards et les XBIZ Awards.
En novembre 2020, Vanna Bardot a été élue « Cherry of the Month » par Cherry Pimps, un honneur qu'elle considérait comme un objectif majeur avant même d'entrer dans l'industrie. Ce titre lui a permis de collaborer avec le photographe Dean Capture sur des scènes créatives, incluant une scène avec son partenaire dans la vie, Codey Steele, qu'elle décrit comme une expérience inoubliable.
En janvier 2021, elle remporte son premier prix dans une cérémonie de récompenses majeure, à savoir l'award du Best Solo/Tease Performance pour le film Dance For Me lors de la 38e cérémonie des AVN Awards. Le même mois, elle est désignée Penthouse Pet du mois de janvier par le magazine Penthouse. Toujours en janvier, Bang! a désigné Vanna Bardot comme sa première « Babe of the Month » de l'année. Cette distinction suit son AVN Award pour la Meilleure Performance Solo/Tease. À cette occasion, elle a joué dans une scène de la série Rammed avec Mick Blue, décrite comme intense et non scénarisée. Ce succès a marqué un tournant dans sa carrière, lui permettant d’accéder à des rôles plus variés et à des productions de plus grande envergure. Elle a également développé une forte présence en ligne, interagissant avec ses fans sur les réseaux sociaux et sur des plateformes premium, où elle partage du contenu exclusif et cultive une image de proximité et de sophistication,,.
En janvier 2022, Vanna Bardot remporte deux AVN Awards supplémentaires lors de la 39e cérémonie, en obtenant l'award de la Meilleure Scène de Sexe Lesbien avec Emily Willis dans Explicit Arts et l'award de la Meilleure Scène en Trio dans Three 2. Cette année-là, elle continue à diversifier ses performances en explorant de nouveaux concepts et en collaborant avec une variété d'artistes et de réalisateurs. Parmi ses projets notables, on trouve Dating Interrupted de POV Adventure, où elle joue aux côtés de Codey Steele, mais aussi Money, un autre projet notable dirigé par le réalisateur et interprète Seth Gamble, avec la production d'Axel Braun, où elle joue dans l'une des scènes les plus marquantes du film, intitulée Speak Easy to Me, qui est rapidement devenue l'une de ses scènes les plus mémorables de l’année 2022. Toujours la même année, après avoir consolidé sa place parmi les figures montantes de l'industrie, Vanna signe un contrat exclusif avec Slayed, une marque dédiée à la pornographie lesbienne de Vixen Media Group. Cette étape marque un tournant supplémentaire dans sa carrière en la faisant devenir l'une des principales vedettes de cette nouvelle plateforme, participant à plusieurs productions qui ont redéfini le genre des scènes exclusivement féminines. Au mois de novembre, elle est lauréate du prix de l'Interprète Lesbienne de l'Année aux Fleshbot Awards 2022.
À partir de 2023, Vanna Bardot est devenue une figure incontournable de l’industrie, reconnue pour son professionnalisme, sa versatilité et sa capacité à incarner des rôles complexes. Ce travail est récompensé en ce début d’année par l’obtention du premier titre majeur de sa carrière, à savoir le prix de l'Interprète Féminine de l’Année aux XBIZ Awards 2023. Elle remporte lors de cette même cérémonie deux autres prix : Best Sex Scene - Vignette dans Blacked Raw V56 et Best Sex Scene - All-Sex dans Money. Elle remporte également deux autres AVN Awards lors de la 40e cérémonie des AVN Awards, à savoir : Meilleure Scène de Sexe Lesbien avec Gianna Dior dans Heat Weave et Meilleure Scène en Orgie, également dans Blacked Raw V56. 
Avec près de 30 scènes pour les marques de studios de VMG, Bardot en est devenue l'une des artistes les plus prolifiques et polyvalentes de l'entreprise. Cette année-là marque la sortie de son projet le plus ambitieux à ce jour et le plus acclamé, Influence: Vanna Bardot, un showcase (comprenez un film « vitrine » pour la marque) inspiré de sa vie personnelle, où elle réalise plusieurs premières dans sa carrière, notamment des scènes complexes. Pour ce film, Vanna Bardot engagea un coach sportif et suivit un régime et une discipline stricts. Elle est notamment couronnée « Vixen Angel » au mois d’octobre,.
En janvier 2024, grâce notamment à son année prolifique et son projet Influence: Vanna Bardot, elle décroche pour la première fois de sa carrière l'AVN Award de l'Interprète Féminine de l'Année lors de la 41e cérémonie des AVN Awards. Lors de cette même cérémonie, elle décroche aussi l'award de la Meilleure Scène de Sexe Lesbien avec Liz Jordan dans Punch de Slayed, l'award de la Meilleure Scène de Sexe Anale avec Maximo Garcia dans Influence: Vanna Bardot de Tushy, ainsi que l'award de la Meilleure Scène en Double Pénétration, toujours pour Influence: Vanna Bardot. Toujours en janvier, elle remporte pour la deuxième année consécutive le prix de l'Interprète Féminine de l'Année aux XBIZ Awards 2024, ainsi que le prix Performer Showcase of the Year pour Influence: Vanna Bardot. Au mois de mai, elle remporte un nouveau prix d'Interprète Féminine de l'Année aux XRCO Awards 2024. En juin, la marque de sextoys Fleshlight annonce la sortie d'un sextoy pour homme à son effigie,.

## Influence et reconnaissance

### Influence
Vanna Bardot a su se démarquer dans l’industrie adulte grâce à un style qui conjugue sensualité, intensité et une grande variété de performances, illustrant à la fois sa passion et son professionnalisme. Avant de rejoindre l'industrie, Vanna avait une grande curiosité pour les différents aspects du travail sexuel, y compris le BDSM et les fétiches. Elle a été particulièrement attirée par le travail de Kink.com, qu'elle a découvert alors qu'elle était encore adolescente, ce qui a contribué à orienter ses choix professionnels. L'influence de figures emblématiques du porno comme Sasha Grey, Stoya et Riley Reid a également joué un rôle important dans son désir de faire carrière dans l’industrie. Dès ses débuts, mettant l'accent sur l'authenticité, elle ne se contente pas de jouer des scènes sexuelles : elle les incarne, investissant pleinement chaque moment avec des émotions et des nuances qui vont au-delà des simples performances physiques. Sa collaboration avec des studios comme Vixen Media Group (VMG) a joué un rôle déterminant dans la définition de son style,,,. 

### Style à l'écran
L’année 2023 a marqué une étape importante dans l’évolution de son style, avec le lancement de son premier showcase, Influence: Vanna Bardot. Ce film, intégralement axé sur des scènes anales, a permis à Vanna de dévoiler de nouvelles facettes de sa sexualité, incluant ses premières expériences de double pénétration devant la caméra. Pour elle, ce projet représentait non seulement un défi personnel, mais aussi une opportunité de repousser les limites de son art tout en restant fidèle à son engagement envers la qualité et l’intégrité. Le style de Vanna Bardot est également reconnaissable à son élégance naturelle et à sa présence magnétique à l’écran. Avec son allure sophistiquée et ses expressions captivantes, elle incarne une féminité puissante et moderne. Sa collaboration avec des studios comme Slayed, qui privilégient l’esthétique haut de gamme et les récits innovants, a renforcé son image de performeuse raffinée. Elle s'identifie particulièrement au style de Vixen Media Group, qu'elle considère comme un reflet fidèle de sa propre vision : des productions mettant en valeur la sensualité et l’élégance sans compromis sur l’intensité. Notamment, sa collaboration avec Vixen Media Group (VMG) a joué un rôle déterminant dans la définition de son style. Que ce soit dans des productions pour Deeper, Tushy, Slayed ou Blacked, Vanna excelle dans des rôles qui nécessitent non seulement un talent sexuel, mais aussi des capacités d'actrice affirmées. Les scénarios complexes, souvent écrits par des figures emblématiques comme Kayden Kross, mettent en valeur son aptitude à incarner des personnages variés et crédibles. Perfectionniste dans tout ce qu’elle entreprend, qu’il s’agisse de se préparer physiquement ou mentalement pour une scène, elle investit du temps et des efforts considérables pour s’assurer que chaque performance soit mémorable. Sa discipline, illustrée par son entraînement intensif avant le tournage de Influence, démontre son professionnalisme lorsqu’elle est engagée dans des projets importants. Sa capacité à créer une alchimie palpable avec ses partenaires est un autre aspect clé de son style. Elle adopte une approche collaborative, s’assurant que chacun se sente à l’aise sur le plateau. Cette philosophie de travail, combinée à sa propre énergie, élève la qualité des performances,,,.

### Reconnaissance
La carrière de Vanna Bardot est marquée par une quête constante de perfection et d’évolution. Son professionnalisme et sa créativité lui ont permis de se démarquer dans une industrie en pleine mutation, où les artistes indépendants gagnent en influence. En combinant son talent à l’écran avec une stratégie numérique bien pensée, elle s’est imposée comme une véritable entrepreneuse. Aujourd’hui, Vanna Bardot est perçue comme l’une des actrices les plus talentueuses de sa génération. Ses choix artistiques, ainsi que son engagement envers son public, lui ont permis de rester au sommet et de continuer à inspirer de nouvelles générations de performeurs,,,.

## Récompenses

### AVN Awards
2021 :
- Best Solo/Tease Performance dans Danse For Me

2022 :
- Meilleure Scène de sexe lesbien dans Explicit Acts avec Emily Willis
- Meilleure Scène de sexe en trios dans Three 2 avec Avery Cristy & Oliver Flynn

2023 :
- Meilleure Scène de sexe lesbien dans Heat Wave avec Gianna Dior
- Meilleure Orgie dans Blacked Raw V56

2024 :
- Interprète Féminine de l'Année
- Meilleure Scène de sexe anale dans Influence: Vanna Bardot avec Maximo Garcia
- Meilleure Scène de double pénétrations dans Influence: Vanna Bardot avec Alex Jones & Dante Colle
- Meilleure Scène de sexe lesbien dans Punch avec Liz Jordan

### XBIZ Awards
2023 : 
- Interprète Féminine de l'Année
- Best Sex Scene - Vignette dans Blacked Raw V56
- Best Sex Scene - All-Sex dans Money avec Seth Gamble

2024 :
- Interprète Féminine de l'Année
- Interprète « vitrine » de l'Année

### XRCO Awards
2024 :
- Interprète Féminine de l'Année